# Lac Brochu
Lac Brochu är en sjö i Kanada.   Den ligger i provinsen Québec, i den sydöstra delen av landet, 400 km norr om huvudstaden Ottawa. Lac Brochu ligger 400 meter över havet.
I omgivningarna runt Lac Brochu växer i huvudsak blandskog. Trakten runt Lac Brochu är nära nog obefolkad, med mindre än två invånare per kvadratkilometer.